# Erzgebirgskreis
Erzgebirgskreis är sedan 1 augusti 2008 ett distrikt (Landkreis) i det tyska förbundslandet Sachsen, som är gränsland mot Tjeckien. Namnet kommer från bergsområdet Erzgebirge som ligger i distriktet. Distriktet omfattar territoriet av de tidigare distrikten Aue-Schwarzenberg, Annaberg, Stollberg och Mittlerer Erzgebirgskreis. Erzgebirgskreis har 363 741 invånare (2011) och huvudorten är Annaberg-Buchholz. I distriktet ligger bland annat Tysklands högst belägna stad Oberwiesenthal.

## Städer
| - Annaberg-Buchholz - Aue-Bad Schlema - Ehrenfriedersdorf - Eibenstock - Elterlein - Geyer - Grünhain-Beierfeld | - Johanngeorgenstadt - Jöhstadt - Lauter-Bernsbach - Lößnitz - Lugau - Marienberg - Oberwiesenthal | - Oelsnitz, Erzgebirge - Olbernhau - Pockau-Lengefeld - Scheibenberg - Schlettau - Schneeberg - Schwarzenberg/Erzgeb. | - Stollberg/Erzgeb. - Thalheim/Erzgeb. - Thum - Wolkenstein - Zschopau - Zwönitz |

## Kommuner
| - Amtsberg - Auerbach - Bärenstein - Bockau - Börnichen/Erzgeb. - Breitenbrunn/Erzgeb. - Burkhardtsdorf - Crottendorf | - Deutschneudorf - Drebach - Gelenau/Erzgeb. - Gornau/Erzgeb. - Gornsdorf - Großolbersdorf - Großrückerswalde - Grünhainichen | - Heidersdorf - Hohndorf - Jahnsdorf/Erzgeb. - Königswalde - Mildenau - Neukirchen/Erzgeb. - Niederdorf - Niederwürschnitz | - Raschau-Markersbach - Schönheide - Sehmatal - Seiffen - Stützengrün - Tannenberg - Thermalbad Wiesenbad - Zschorlau |